# Eurocement
Eurocement Group – rosyjskie przedsiębiorstwo przemysłowe specjalizujące się w produkcji cementu.
Spółka została założona w 2002 roku przez Fiłarieta Galczewa, który nabył (m.in. od należącej do Jeleny Baturiny firmy Inteko) 16 fabryk cementu w Rosji, na Ukrainie i w Uzbekistanie. Po ich skonsolidowaniu Eurocement produkując 45,2 mln ton cementu rocznie stał się jego największym producentem w Rosji i dziewiątym na świecie.
Majątek Fiłarieta Galczewa w połowie 2014 roku szacowany był na 5,6 mld $, ale w 2016 roku jego wartość spadła do 155 mln $. Sbierbank Rossii wezwał wówczas należący do Galczewa holding Eurocement do złożenia depozytu zabezpieczającego udzieloną wcześniej pożyczkę. Pożyczka ta była zabezpieczona pakietem 6,12% akcji LafargeHolcim.
Do holdingu należą następujące zakłady produkcyjne:
| Państwo    | Spółka                                                        | Lokalizacja                        | Rok uruchomienia | Wydajność (mln ton) |  |
| ---------- | ------------------------------------------------------------- | ---------------------------------- | ---------------- | ------------------- |  |
| Rosja      | Mordowcement                                                  | Komsomolskij, Mordowia,            | 1956             | 10,643              |  |
| Rosja,     | Sengilejewski cementnyj zawod (Сенгилеевский цементный завод) | Sengilej, Obwód uljanowski         | 2015             | 2,365               |  |
| Rosja      | Peterburgcement                                               | Słancy                             | 2010             | 2,602               |  |
| Rosja      | Malcowskij Portalcement                                       | Fokino, Obwód briański             | 1899             | 4,699               |  |
| Rosja      | MIchajłowcement                                               | Oktiabrski Obwód riazański,        | 1963             | 2,154               |  |
| Rosja      | Lipieckcement                                                 | Lipieck                            | 1963             | 2,302               |  |
| Rosja      | Sawinskij Cementnij zawod                                     | Sawinskij                          | 1966             | 1,419               |  |
| Rosja      | Katawskij Cement                                              | Kataw-Iwanowsk, Obwód czelabiński, | 1914             | 1,774               |  |
| Rosja      | Niewianskij Cementnik                                         | Cementnij, Obwód swierdłowski      | 1913             | 1,332               |  |
| Rosja      | Kawkazcement                                                  | Czerkiesk                          | 1974             | 3,4                 |  |
| Rosja      | Воронежский филиал «Евроцемент груп»                          | Podgorenskij, Obwód woroneski      | 2012             | 3,075               |  |
| Rosja      | Pikalowskij Cement                                            | Pikalowo                           | 1947             | 2,598               |  |
| Rosja      | Oskołcement                                                   | Stary Oskoł                        | 1969             | 4,533               |  |
| Rosja      | Żygulowskije Stroimatieriały                                  | Żygulowsk, Obwód samarski          | 1958             | 2,010               |  |
| Rosja      | Biełgorodskij Cement                                          | Biełgorod                          | 1949             | 4,139               |  |
| Rosja      | Ulianowskcement                                               | Nowoulianowsk, Obwód uljanowski    | 1961             | 2,708               |  |
| Ukraina    | Kramatorskij Cementnij Zawod                                  | Kramatorsk                         | 1912             | 0,725               |  |
| Ukraina    | Bałaklijskij Cementnij Zawod                                  | Bałaklija                          | 1963             | 4,447               |  |
| Uzbekistan | Ohangaroncement                                               | Ohangaron                          | 1961             | 2,180               |  |